# Klérus Kongregációja
A Klérus Kongregációja (latinul: Congregatio pro Clericis),  a Római Kúria egyik hivatala (dikasztériuma), amely elsősorban a katolikus papsággal kapcsolatos kérdésekben jár el.

## Története
A Klérus Kongregációjának közvetlen előzményének tekinthető, amikor IV. Piusz pápa 1564. augusztus 2-án hozott Alias Nos nonnullas motu propriója, amikor bíborosi bizottságot hozott létre a Tridenti zsinat határozatainak végrehajtásának céljából.
XIII. Gergely pápa, majd V. Szixtusz pápa tovább növelte hatáskörét, amennyiben a kongregációra bízta valamennyi helyi és egyetemes zsinat okmányainak ellenőrzéseit, pápai jóváhagyásra való előterjesztését, illetve ezen zsinatok határozatainak végrehajtását. A kongregációt ebben az időben Zsinati Kongregációnak nevezték, s ezt a nevet - noha az ellenőrzési feladatokat más kongregációk vették át - 1967-ig megőrizte.
VI. Pál pápa 1967-ben Klérus Kongregációnak nevezte át. II. János Pál pápa 1988. június 28-án kelt Pastor Bonus apostoli konstitúciójával újraszabályozta hatáskörét, valamint hozzákapcsolta az Egyház Történeti és Művészeti Örökségét Őrző Pápai Bizottságot.

## Feladatköre és hivatalai
A Pastor Bonus apostoli konstitúció 93. pontja alapján illetékességi körébe tartozik a világi klerikusok személyére, szolgálatára s az azzal kapcsolatos dolgok kérdése. 
Ugyanúgy hozzá tartozik a hitoktatás témaköre, szükség esetén együttműködve a Hittani Kongregációval. A kongregáció feladata, hogy ellenőrizze a papi szenátusok, tanácsosi testületek, káptalanok, pasztorális tanácsok, plébániák, templomok, klerikusi egyesületek, levéltárak, kegyes alapítványok és misekötelezettségek ügyeit, illetve a klerikusok ellátásának és szociális ügyeinek kérdéseit. 
A kongregáció feladata a szerzeteseknek a klerikusi állapottal kapcsolatos kérdéseinek intézése.
Hivatalainak feladatköre: 
- A klérus szellemi és lelkipásztori életének felügyelete
- Az igehirdetés és a hitoktatás gyakorlati kérdései
- Az egyház földi javainak kérdései

## Vezetése
| Fénykép | Név, beosztás                              | Országa       | Kinevezés dátuma     |
| ------- | ------------------------------------------ | ------------- | -------------------- |
|         | Ju Hungsik érsek prefektus                 | Dél-Korea     | 2021. augusztus 2.   |
|         | Joël Michel Marie Luc Mercier érsek titkár | Franciaország | 2015. január 8.      |
|         | Jorge Carlos Patrón Wong érsek titkár      | Mexikó        | 2013. szeptember 21. |
|         | Andrea Ripa segédtitkár                    | Olaszország   | 2017. szeptember 12. |

## Korábbi prefektusai
- Borromeo Szent Károly (1564 - 1565)
- Francesco Alciati (1565 - 1580)
- Orazio Lancellotti (1616 - 1620)
- Roberto Ubaldini (1621 - 1623)
- Cosimo de Torres (1623 - 1626)
- Fabrizio Verospi (1627 - 1639)
- Giovanni Battista Pamphilj (1639 - 1644) - X. Ince pápa néven pápává választották
- Francesco Paolucci (1657 - 1661)
- Giulio Cesare Sacchetti (1661 - 1663)
- Angelo Celsi (1664 - 1671)
- Pietro Francesco (Vincenzo Maria) Orsini de Gravina, O.P. (1673 - 1675)
- Federico Baldeschi (Ubaldi) Colonna (1675 - 1691)
- Galeazzo Marescotti (1692 - 1695)
- Bandino Panciatici (1700 - 1718)
- Antonio Saverio Gentili (1737 - 1753)
- Giovanni Giacomo Millo (1756 - 1757)
- Clemente Argenvilliers (1757 - 1758)
- Ferdinando Maria de Rossi (1759 - 1775)
- Carlo Vittorio Amedeo delle Lanze (1775 - 1784)
- Guglielmo Pallotta (1785 - 1795)
- Giulio Gabrielli (1814 - 1820)
- Emmanuele de Gregorio (1820 - 1834)
- Vincenzo Macchi (1834 - 1840)
- Paolo Polidori (1841 - 1847)
- Pietro Ostini (1847 - 1849)
- Angelo Mai (1851 - 1853)
- Antonio Maria Cagiano de Azevedo (1853 - 1860)
- Prospero Caterini (1860 - 1881)
- Lorenzo Nina (1881 - 1885)
- Luigi Serafini (1885 - 1893)
- Angelo Di Pietro (1893 - 1895)
- Vincenzo Vannutelli (1902 - 1915)
- Casimiro Gennari (1908 - 1914)
- Francesco di Paola Cassetta (1914 - 1919)
- Donato Raffaele Sbarretti Tazza (1919 - 1930)
- Giulio Serafini (1930 - 1938)
- Luigi Maglione (1938 - 1939)
- Francesco Marmaggi (1939 - 1949)
- Giuseppe Bruno (1949 - 1954)
- Pietro Ciriaci (1954 - 1966)
- Jean-Marie Villot (1967 - 1969)
- John Joseph Wright (1969 - 1979)
- Silvio Angelo Pio Oddi (1979 - 1986)
- Antonio Innocenti (1986 - 1991)
- José Tomás Sánchez (1991 - 1996)
- Darío Castrillón Hoyos (1996 - 2006)
- Cláudio Aury Affonso Hummes, O.F.M. (2006 - 2010)
- Mauro Piacenza (2010 - 2013)
- Beniamino Stella (2013-2021)

## Magyar vonatkozás
A kongregáció titkára volt 1997. december 11. és 2007. március 15. között Ternyák Csaba, jelenlegi egri érsek.